# Laurijnepolder
De Laurijnepolder of Laureinepolder is een polder gelegen tussen Watervliet en Boekhoute. Deze polder werd in 1503 aangelegd in opdracht van Hiëronymus Lauweryn, die onder andere schatbewaarder van Filips de Schone was. De polder heeft een oppervlakte van zo'n 677 hectare. In de polder ligt het zuidelijke deel van het gehucht Bouchauterhaven, het zuidelijke deel van Maagd van Gent en een groot deel van de noordelijke bebouwing van Boekhoute. Vroeger was dit de heerlijkheid Waterdijk. 